# Spilogona tornensis
Spilogona tornensis är en tvåvingeart som först beskrevs av Ringdahl 1926.  Spilogona tornensis ingår i släktet Spilogona och familjen husflugor. Arten är reproducerande i Sverige. Inga underarter finns listade i Catalogue of Life.